# Shinobiserien
Shinobi (忍?) är en dator- och TV-spelsserie. De första spelen skildrar ninjan Joe Musashis öden och äventyr. Första spelet släpptes 1987.

## Spel

### Huvudserien
| Titel                                   | Släppår |
| --------------------------------------- | ------- |
| Shinobi                                 | 1987    |
| Shadow Dancer                           | 1989    |
| Shadow Dancer: The Secret of Shinobi    | 1990    |
| The Revenge of Shinobi                  | 1989    |
| The Cyber Shinobi                       | 1990    |
| The GB Shinobi                          | 1991    |
| Shinobi II: The Silent Fury             | 1992    |
| Shinobi III: Return of the Ninja Master | 1993    |
| Shinobi Legions                         | 1995    |
| The Revenge of Shinobi                  | 2002    |
| Nightshade                              | 2003    |
| Shinobi 3D                              | 2011    |

### Fotnoter
1. ↑  ”Shinobi series” (på engelska). Mobygames. http://www.mobygames.com/game-group/shinobi-series. Läst 22 april 2015.